# 約克鎮區 (密蘇里州帕特南縣)
約克鎮區（英語：York Township）是位於美國密蘇里州帕特南縣的一個行政鎮區。

## 地方資料
約克鎮區的面積為175.87平方千米，當中陸地面積為175.41平方千米，而水域面積為0.46平方千米。根據2020年美國人口普查的數據，當地共有人口184人，而人口密度為每平方千米1.05人。